# Wilmer Palacios
Wílmer Palacios (Dagua, Valle del Cauca, Colombia; 7 de diciembre de 1990) es un exfutbolista colombiano. Jugaba de defensa y su último club fue el Deportes Quindío.

## Clubes
| Club              | País     | Año         |
| ----------------- | -------- | ----------- |
| Depor Fútbol Club | Colombia | 2010 - 2012 |
| Deportes Quindío  | Colombia | 2012 - 2016 |
| Real Cartagena    | Colombia | 2017 - 2017 |
| Deportes Quindío  | Colombia | 2018 - 2023 |